# Уна (тамильская буква)

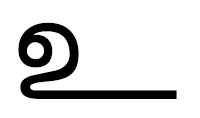
Уна

Уна (ஊனா) или укарам (உகாரம்) — пятая буква тамильского алфавита, обозначает огубленный гласный заднего ряда верхнего подъёма, используется в начале слова, внутри слова уна передаётся с помощью контактного диакритического знака, соответствующего сингальскому знаку папилля и имеющего три графические модификации.
Пример: க் + உ = கு (икканна + уна = куна) .
Уйирмэййилутты: கு, ஙு, சு, ஞு, டு, ணு, து, நு, பு, மு, யு, ரு, லு, வு, ழு, ளு, று, னு.